# You're a Winner, Baby
You're a Winner, Baby è un album in studio del cantante e drag queen statunitense RuPaul, pubblicato nel 2020.

## Tracce
1. London – 3:20
2. Birthday Song – 2:36
3. Bring Back My Girls – 2:43
4. I'm a Winner, Baby – 3:38
5. Condragulations – 3:26
6. Super Sexy Lady – 3:47
7. Blessed – 3:28
8. Ruby Is Red Hot (Kummerspeck Redux) – 2:55